# リベリアの経済
リベリアの経済では、世界の最貧国の1つであるリベリアの経済について述べる。1989年から1996年のリベリア内戦の影響により、経済は非常に未発達である。内戦は、経済、特にモンロビアとその周辺のインフラの大部分を破壊した。内戦により頭脳流出と資本損失も起き、国を支配していた少数派アメリコ・ライベリアンのうち一部は1997年の間に戻ったが、多くは帰国していない。
水、鉱物資源、森林が豊かで気候も農業に有利である。しかし、人的資本、インフラ、および安定性に乏しいという、サハラ以南のアフリカ経済の典型的な状態にある。輸出は、ゴムや鉄鉱石などの原材料にあたる産品が多くを占め、これらの現地生産は主に外資系により行われている。一方で、人口の大多数は、自給自足農業に依存している。
1997年8月に民主的に選出された政府が設置され、大規模な国際的な債務を継承し、現在は外貨収入の大部分をリベリア船籍船からの収入に依存している。インフラの復旧や、荒廃した経済における所得の上昇は、外国投資の奨励など、新政府の適切なマクロ・ミクロ経済政策の実施に依存する。

## 経済概観

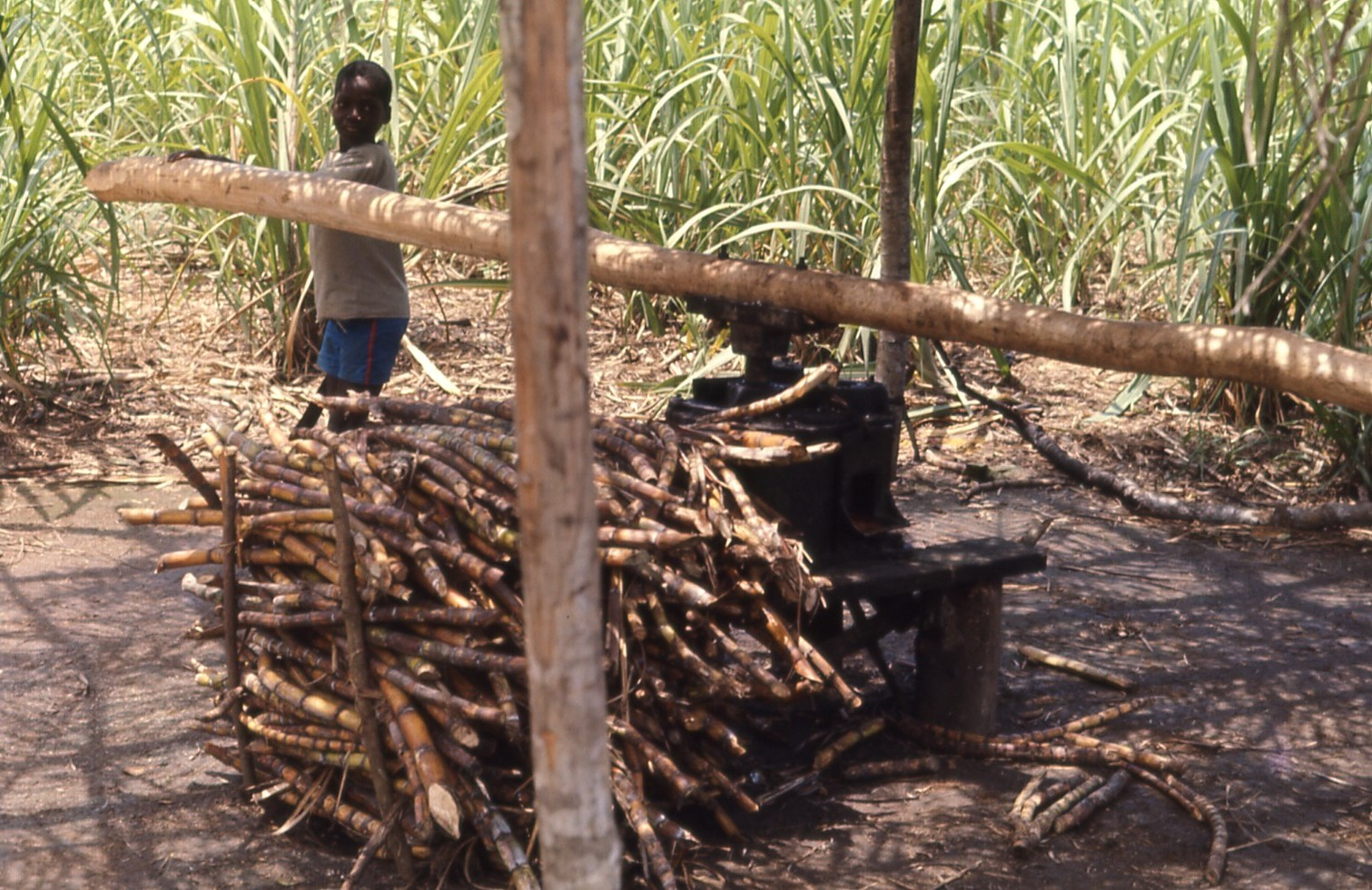
サトウキビを磨り潰す少年。

リベリアの事業部門は、主にレバノンとインド系の外国人に支配されている。また、一定数の華僑が農業に従事している。最大の木材会社 Oriental Timber Corporation (OTC)はインドネシア人が所有している。また、西アフリカ人が国境を超えた貿易に従事している。セメント生産を独占するリベリアセメント株式会社のように、合法的に独占が可能である。
リバリアは世界の大多数の国とは異なり、伝統的に主要な測定法としてメートル法を採用してこずに、帝国単位を用いてきた。しかしながら、リベリア政府は2008年から段階的にメートル法も併用するようになった。

### 林業
木材とゴムが内戦終結以来の主要輸出品目である。毎年木材輸出から1億ドル以上、ゴム輸出から7000万ドル以上を稼いでいる。

### 鉱業・資源
漂砂ダイヤモンドと金の採掘も行われている。近年 (2005 - 2012)では、アルセロール・ミッタル、BHPグループ 、中国連合（China Union）からの外国投資により鉄鉱石採掘部門の復興が促されている。
また、沖合での石油の探査を開始した。未調査の石油埋蔵量は10億バレルを超える可能性がある。政府は沖合海域を17ブロックに分割し、2004年、2007年と2009年にブロック毎の探査権を競売にかけた。さらに追加で13の沖合の海底超深度ブロックが2011年に画定し、競売が計画された。探査権を獲得した企業にはヤシミエントス・ペトロリフェロス・フィスカレス、シェブロン、アナダルコ・ペトロリアム・コーポレーション、ウッドサイド・ペトロリアムがある。

### 便宜置籍船
自由船籍を維持しており、船主が船舶をリベリア船籍として登録する制限が比較的少ない。そのため多くの船がリベリア船籍の便宜置籍船で登録されている。パナマに次ぐ3,500隻が登録され、世界の船舶の11％を占める。また、タンカーに限ると世界の35％を占め、2000年には1800万ドル以上を稼ぎだしている。

### 外国援助
アメリカ合衆国、日本、イギリス、フランス、イタリア、ドイツ、中華人民共和国、ルーマニア等からの膨大な対外援助に大きく依存してきた。しかし、政府が人権を無視していると見なされたことから、リベリアへの対外援助は大幅に減少している。
現在、中華民国とリビアがリベリア政府への最大の直接財政援助者である。欧米諸国からは、政府への直接援助を避けつつ、国際援助機関や非政府組織を通じて膨大な援助が続けられている。

### 通信
リベリアでの通信手段には、新聞、ラジオ、テレビ、固定・携帯電話、およびインターネットがある。6つの主要新聞があり、人口の45％が携帯電話を使用している。
経済的、政治的制約にもかかわらず、リベリアのメディアは拡大している。登録された新聞社・ラジオ局（多くはコミュニティ局）数は市場の潜在力が限られているにもかかわらず、増加している。そして、政治的に重要なコンテンツと調査作品・報道が出版、放映される。

### エネルギー
公的な電力供給は国営リベリア電力株式会社により、単独で供給されており、同社は大モンロビア地区においてほぼ独占的に小さな電力網を運営している。電力の大半は個人所有の小さなエンジン発電機により供給されている。1キロワット時当たり0.54ドルと電気料金は世界で最も高い水準にある。 2013年の総設備容量は1989年のピーク時の191メガワットのから急落し、20メガワットである。

## 経済史
内戦前のリベリア経済は鉄鉱石の採掘に大きく依存し。リベリアは世界市場における鉄鉱石の主要輸出国であった。 1970年代と1980年代には、鉄鉱石は、リベリアの輸出収入の半分以上を占めた。1980年のクーデター以来、世界市場での鉄鉱石の需要減少や政治的動乱により経済成長は鈍化した。
2001年5月に国際連合より隣国シエラレオネにおける反乱軍革命統一戦線への支援のために制裁を受けた。これらの制裁は、2005年の選挙に伴い、解除された。
2010年3月には、BET創設者ロバート・L・ジョンソンがここ20年間でリベリア初となるホテル建設に資金を提供した。13-エーカー (53,000 m2)の高級リゾートがモンロビアのペインズビルに建設された。
2006年には対外債務がGDPの800%にあたる約4.5億ドルに上ると推計されている。2007年から2010年の2国間、多国間および商業債務救済の結果として、対外債務は、2011年までに222.9百万ドルまで下がった
。

## 国際経済ネットワーク

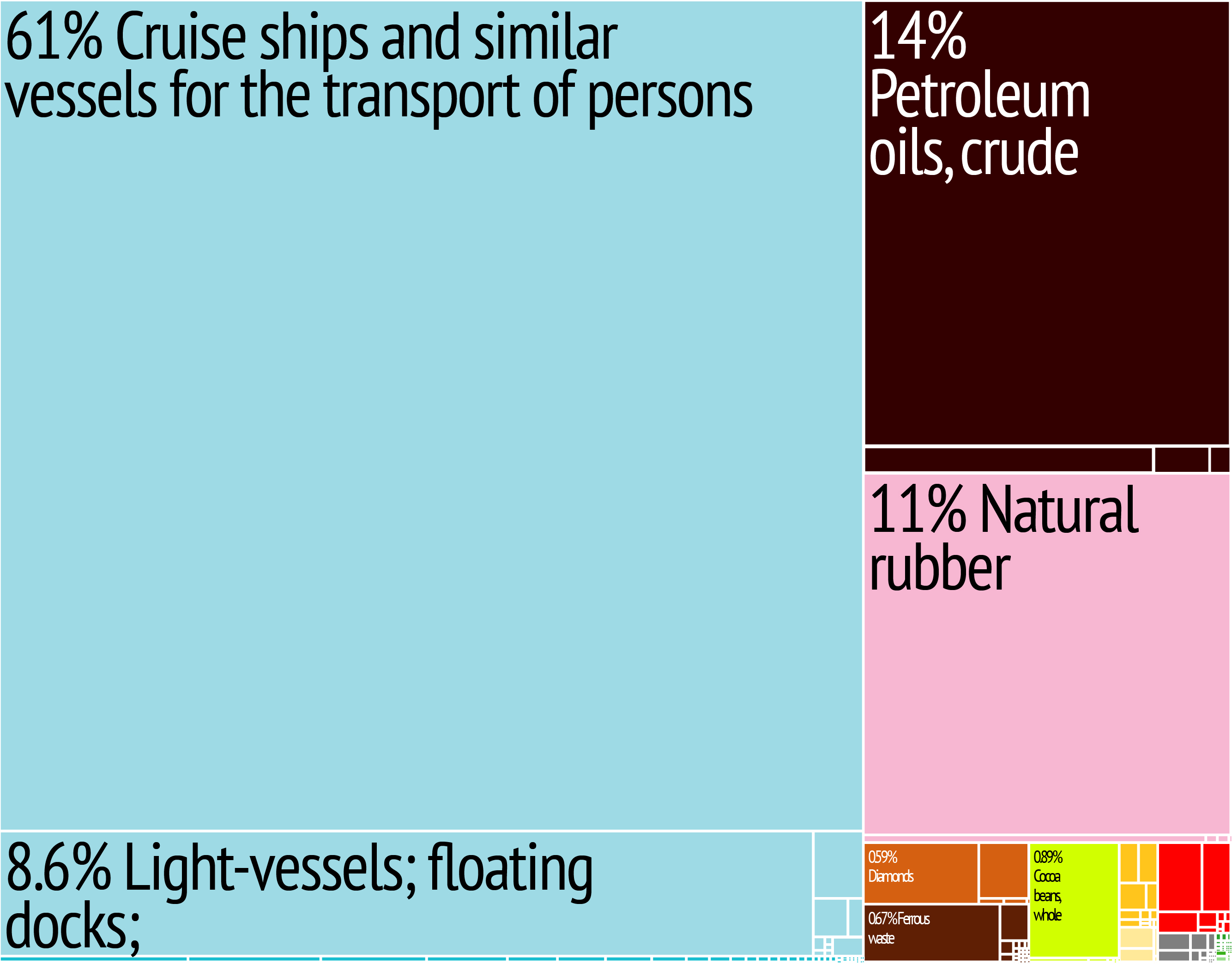
リベリアの輸出。便宜置籍船が一定数を占める。 - 世界の船舶の11％にあたる3,500隻がリベリア船籍となっている。

ギニア、シエラレオネ等と地域経済統合と開発の促進のためにマノ川同盟、西アフリカ諸国経済共同体に加盟している。マノ川同盟は一時隣国シエラレオネとギニアにリベリア内戦が波及したため、休止状態となっていた。